# أدريان يونسكو (لاعب كرة قدم مواليد 1958)
أدريان يونسكو (بالرومانية: Adrian Ionescu)‏ هو لاعب كرة قدم روماني، ولد في 17 مايو 1958 في بوخارست في رومانيا. لعب مع ستيوا بوخارست.

## وصلات خارجية
- أدريان يونسكو (لاعب كرة قدم مواليد 1958) على موقع قاعدة بيانات كرة القدم.إي يو (الإنجليزية)
- أدريان يونسكو (لاعب كرة قدم مواليد 1958) على موقع ناشيونال فوتبول تيمز (الإنجليزية)
- أدريان يونسكو (لاعب كرة قدم مواليد 1958) على موقع عالم كرة القدم.نت (الإنجليزية)